# مرماح
المِرماح هو موروث شعبي مصري مرتبط بالفروسية يُقام  في قرى مصر خاصة  صعيد مصر. يُمثل المِرماح أنموذجاً لتقاليد الفروسية ومهاراتها في مصر خاصة الصعيد، وغالباً ما يُعقد ضمن المناسبات الاجتماعية والدينية الخاصة بالموالِد. يعكس المِرماح التراث العميق المرتبط بعادات وتقاليد المجتمع الصعيدي، ويُبرز الدور الثقافي والاجتماعي للفروسية في حياة أهل الصعيد.

## أصل الاسم
يرجع أصل لفظ مرماح إلى الجذر العربي «رَمَحَ» بمعنى ركض أو عدا، ويُقال رمَح الفَرسُ أي عدا وجَرى، وقد اشتق اللفظ من عدو الخيل السريعة أثناء السباق أو الاستعراض ويُطلق اسم المِرماح على الخيول المستخدمة في الجري والسباقات وهي بخلاف خيول الرهوان المدربة على الرقص على المزمار البلدي. ويُشير لفظ المِرماح أيضاً إلى المكان الذي تُجرى فيه سباقات الخيول.

## تاريخه
يُعتقد أن مهرجان المرماح يعود إلى العصور الوسطى أو حتى قبل ذلك، حيث كانت الفروسية تُعد مهارة أساسية في حياة القبائل والعائلات الصعيدية. ارتبط المهرجان قديماً بالاحتفالات القبلية والانتصارات العسكرية، ثم تطور ليصبح جزءاً من المناسبات الاجتماعية مثل الأفراح، والمولد النبوي الشريف، واحتفالات الموالد الخاصة بالأولياء.

## وصفه
يُقام مهرجان المرماح في ساحات مفتوحة واسعة تُعرف باسم ساحات المرماح، حيث يجتمع الفرسان من مختلف القرى والعائلات وهم يرتدون أزياءهم التقليدية من الجلاليب، ويتباهون بخيولهم المُزيّنة ويرفعون عصي طويلة. يبدأ الاحتفال بدخول فارس الميدان على جواده، وفي يده عصا طويلة من الزان، يلوح بها مع نغمات المزمار البلدي وتحية أهله وعشيرته، ويدور بحصانه في حركة دائرية وهو يرسم دائرة بطرف عصاه على الرمل، ويُعرف هذا بحركة المشلاوية، ومن ثم يقوم بتحية صاحب المزمار بالنقوط، قبل أن يترجل عن حصانه ليدخل باقي المتسابقين تباعاً، استعداداً لبدأ المرماح.
ثم يبدأ الحدث بعروض استعراضية تُبرز مهارات التحكم في الخيل، يليها سباقات تنافسية تعكس روح الفروسية والتحدي. حيث توضع الخيول فيما يُعرف بالصوابي استعداداً للمنافسة ويتسابق الفرسان جرياً من الشمال للجنوب لتحديد الفائز.
يستعرض الفرسان مهاراتهم بأداء حركات معقدة على ظهور الخيل أثناء العدو أو باستخدام العصي في استعراضات تُحاكي المعارك القديمة. وتُرافق هذه الفعاليات موسيقى شعبية، وغالباً ما تضمن استخدام المزمار البلدي والطبول. كما يُمارس التحطيب وتُقام حلقات الذكر والمديح والإنشاد الدينى ضمن مظاهر هذا الاحتفال.
ولكل مرماح اسم مثل مرماح الشيخ مصطفى عبد السلام ومرماح سيدي عبد الرحيم، ومرماح المنصورية، ومرماح ليلة إسنا ومرماح العشى ومرماح قرية بنبان ومرماح ليلة دراو والدومارية وفارس وغيرها. ويشمل المرماح إقامة الولائم، ونصب الخيام، وتقديم المشروبات المختلفة.

## مهرجان المِرماح في مصر
يُقام مهرجان المِرماح في العديد من محافظات صعيد مصر مثل أسيوط، وسوهاج، وقنا، وأسوان، والأقصر وتشتهر الأخيرة بمرماح مولد الشيخ العشى. وتُعتبر قرى ومراكز هذه المحافظات ساحات رئيسية للاحتفال، حيث يجتمع الناس من مختلف المناطق للمشاركة أو المشاهدة.
تشهد أسوان لوحدها 12 مرماحاً في العام، فهناك مرماح قرية كلح القارة في 25 مارس من كل عام، ومرماح بنبان 25 أبريل ومرماح إدفو في 1 مايو ومرماح العربى في يونيو ومرماح الصيلة في عيد الأضحى، إلى جانب مرماح ليلة النصف من شعبان وعيد الفطر ومولد البسطاوى، ولا يمر شهر إلا وهناك مرماحاً منصوباً في إحدى قرى أسوان أو قنا.
يشارك في مرماح الخيل في أسوان ما يقارب من 1,000 حصان سنوياً، كما يتجاوز الحاضرون 10,000 ألف متفرج من هواة الفروسية وسباق الخيول بالمحافظة وخاصة في قرى فارس وبلانة غرب النهر ويبلغ طول سباق المرماح نحو 3 كم.
يعتبر مرماح سيدي عبد الرحيم القنائي أكبر مرماح في قنا ويُقام كل عام من أول شعبان وحتى منتصف الشهر ويحضره الآلاف.

## احتفالات مشابهة
تشترك العديد من البلدان في تنظيم مهرجانات متعلقة بالفروسية مشابهة لمهرجان المرماح؛ مثل مهرجان فانتازيا في بلاد المغرب العربي، والذي يشمل عروضاً للفروسية التقليدية حيث يطلق الفرسان من بنادقهم طلقات نارية في الهواء بشكل متزامن. وهناك سباق الهجن في دول الخليج، الذي يركز على سباقات الجمال. بالإضافة إلى سباقات روديو في الولايات المتحدة وكندا وأمريكا الجنوبية وأستراليا.

## معرض الصور

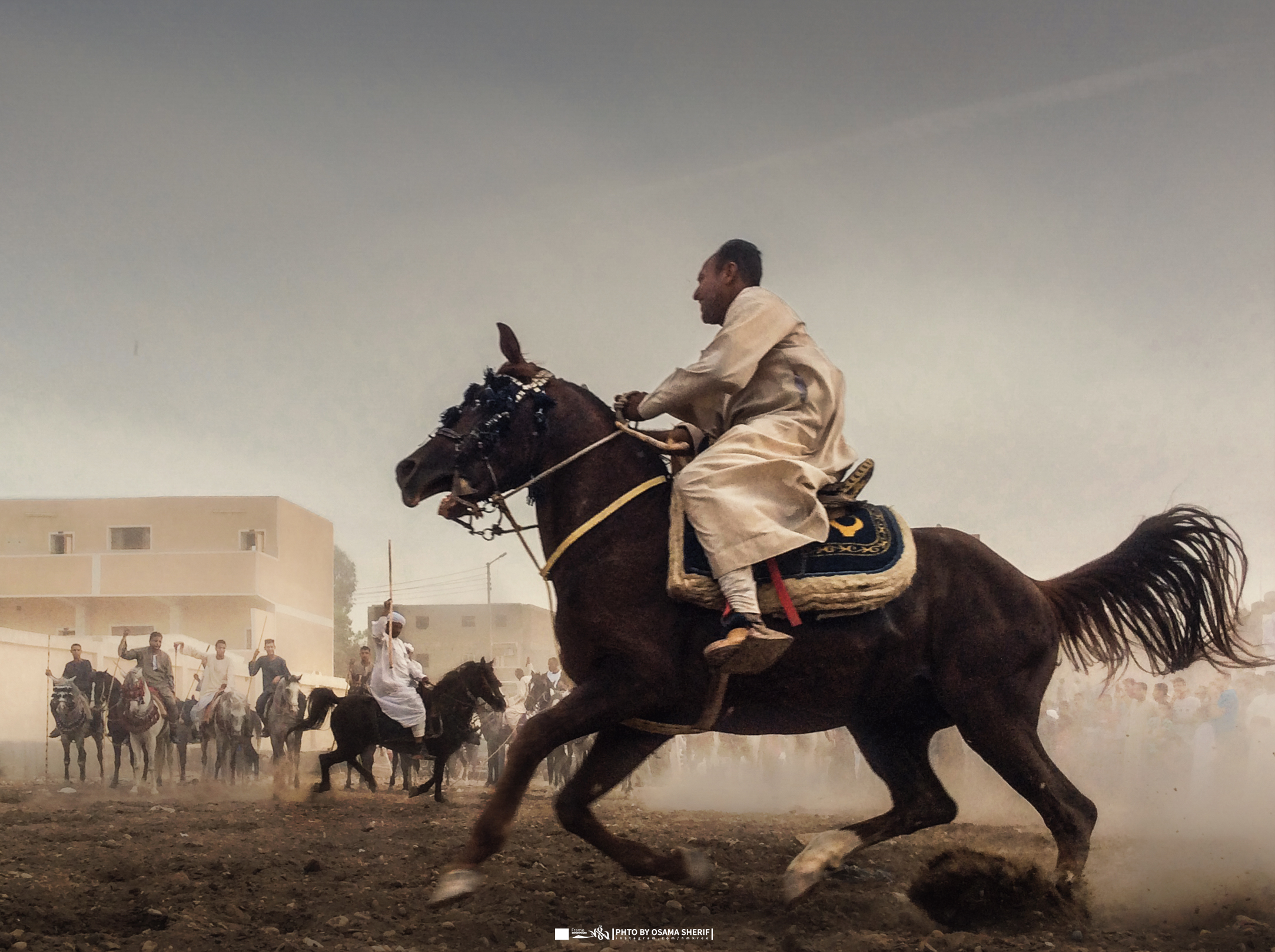
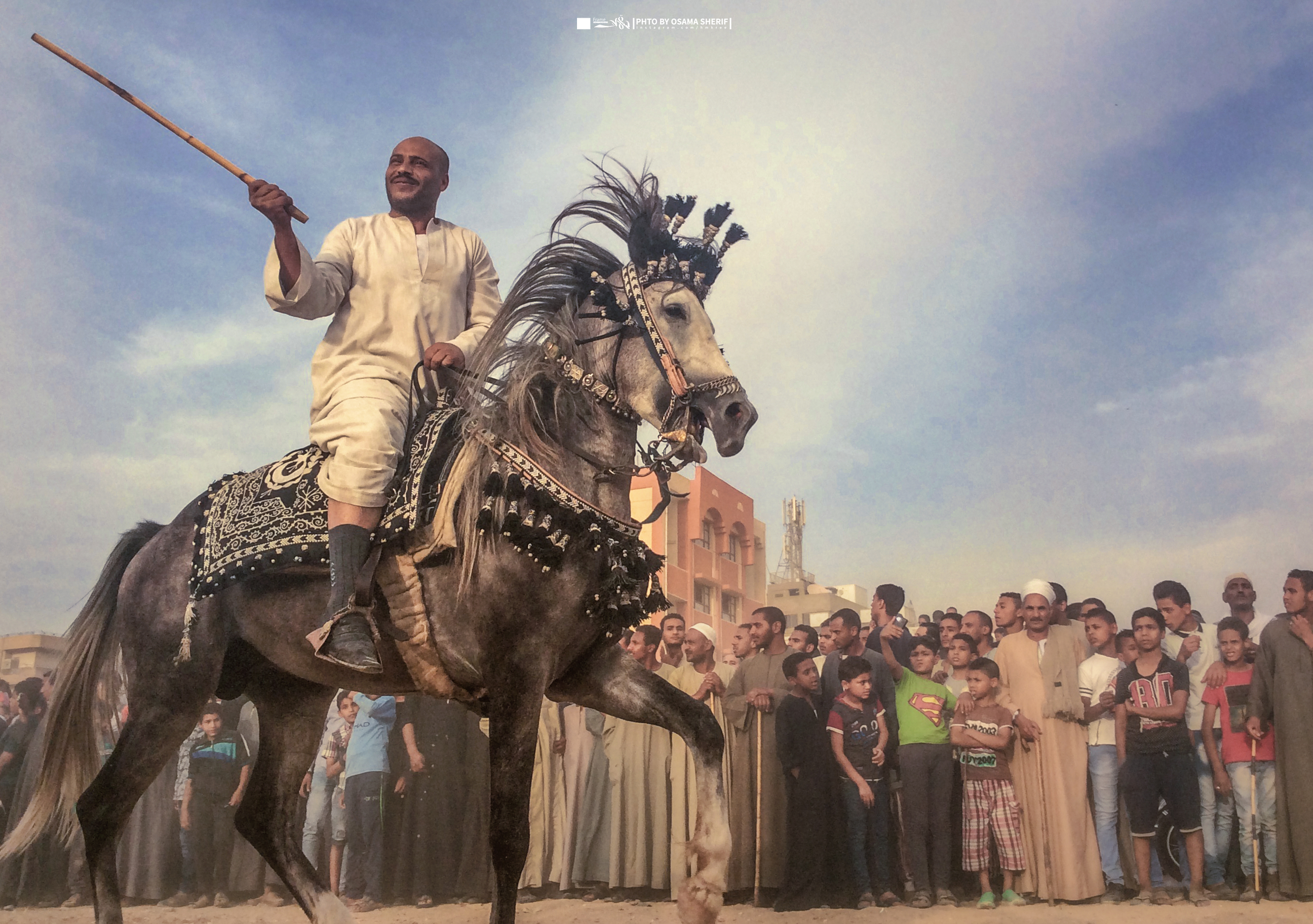
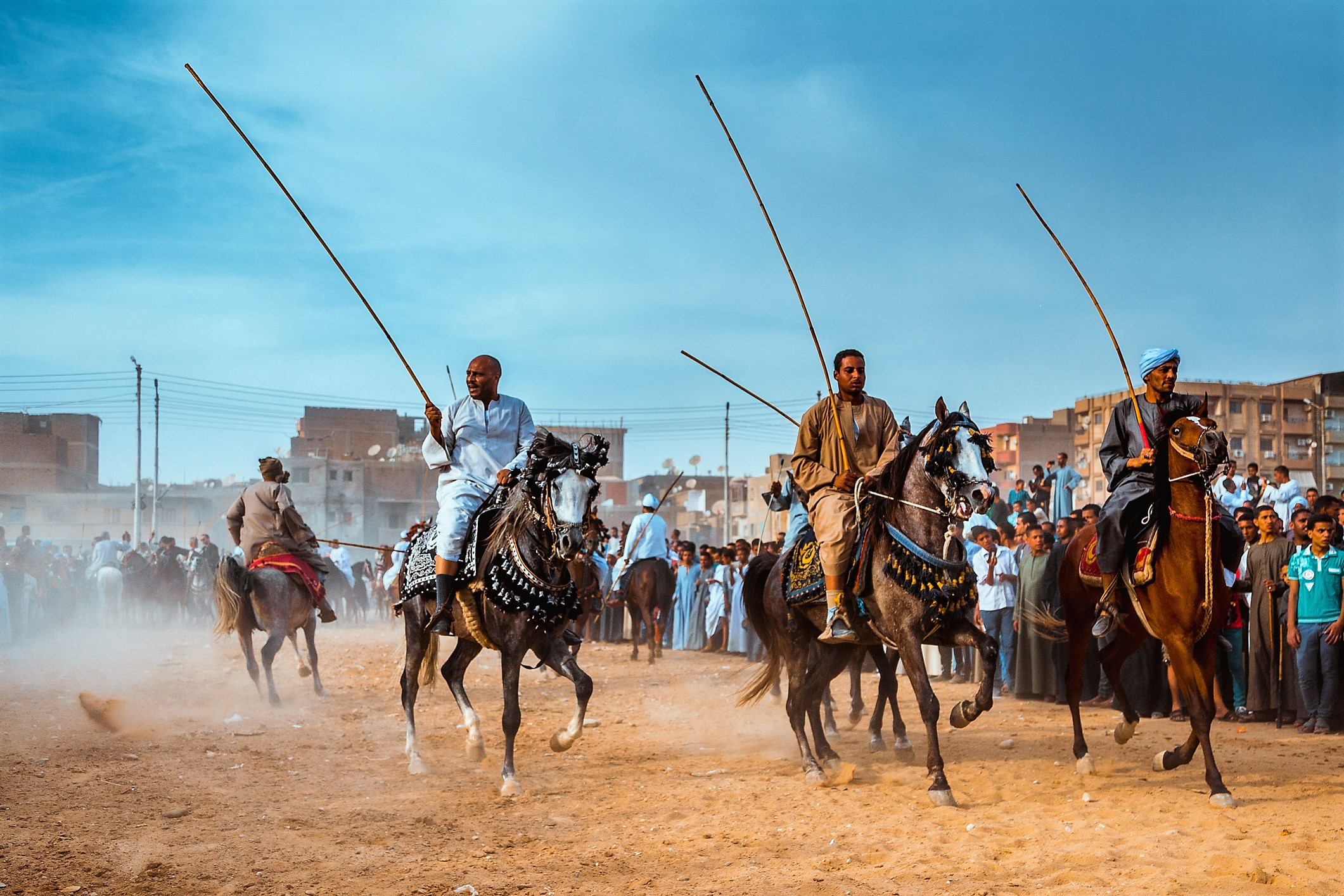
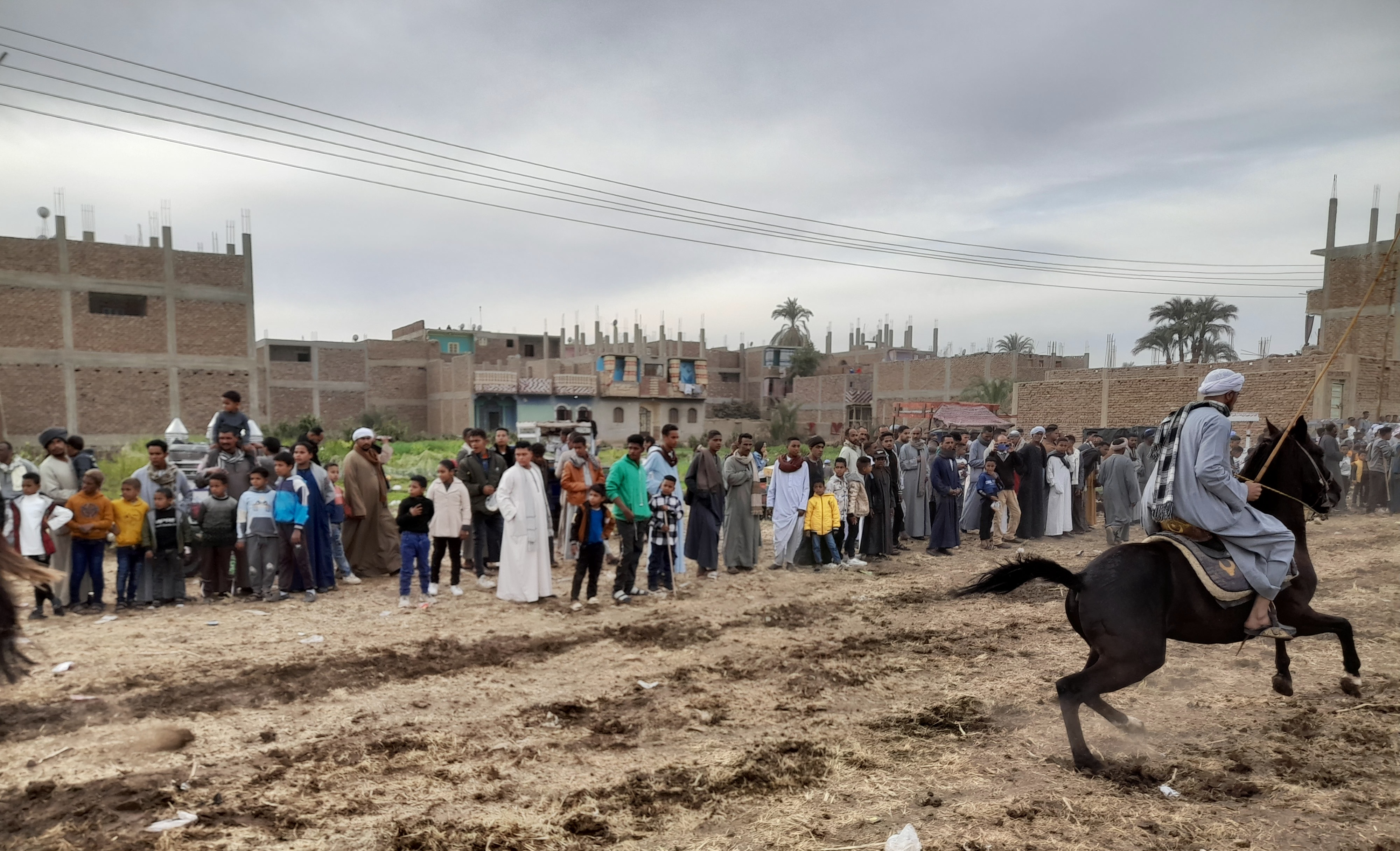